# هانكوك
هانكوك (بالإنجليزية: Hancock) هو فيلم أمريكي آكشن درامي خارق للمخرج بيتر بيرج وبطولة ويل سميث، جيسن بيتمان، وتشارليز ثيرون. يحكي قصة عن بطل خارق حارس، جون هانكوك (سميث) من لوس انجليس الذي تصرفاته المتهورة المستمرة تكلف المدينة الملايين من الدولارات. وأخيراً شخصاً هو أنقذه، راي إيمبري (بيتمان)، جعل من مهمته تغيير صورة هانكوك العامة للأفضل.
القصة كانت مكتوبة مسبقا من قبل نغو فنسنت في عام 1996. ضعفت في جحيم التطوير لسنوات وعلقت مع مختلف من المخرجين، منها توني سكوت، مايكل مان، جوناثان موستو، وغابرييل موكسينو قبل الدخول في الإنتاج في عام 2007. تم تصوير هانكوك في لوس انجليس بميزانية إنتاج قدرها 150$ مليون.
في الولايات المتحدة، تم تقييم الفيلم PG-13 من قبل جمعية الفيلم الأمريكي بعد أن تم إجراء تغييرات على طلب المؤسسة من أجل تجنب «التقييد» تصنيف (ص)، والذي كان قد ورد مرتين من قبل. تم عرض الفيلم ووإطلاقه عالمياً في 2 يوليو، 2008 في الولايات المتحدة والمملكة المتحدة من قبل كولومبيا بيكشرز. حقق هانكوك أكثر من 620$ مليون في دور العرض في جميع أنحاء العالم في حين منح آراء ناقدة مختلطة.

## الطاقم
- ويل سميث بدور جون هانكوك، بطل خارق مدمن على الكحول [6] وبطل القصة. ووصف سميث الشخصية، «هانكوك ليس بطلك الخارق العادي. كل يوم يستيقظ غاضباً على العالم. وهو لا يتذكر ما حدث له ولا يوجد أحد ليساعده في العثور على إجابات.»[7] هانكوك محصن، خالد، يمتلك قوة خارقة، انعكاسات والقدرة على التحمل، درجة عالية في تطور تجدد الجسد، ويمكنه أن يطير بسرعة تفوق سرعة الصوت.[8] ولإعطاء مظهر واقعي لطيران البطل الخارق، كان سميث في كثير من الأحيان يعلق بواسطة أسلاك 60 قدما (18 مترا) عن سطح الأرض، ويدفع في 40-50 ميلا في الساعة (64-80 كم / ساعة).[9] سابقا، تلقى ويل سميث عرضاً لدور سوبرمان، بطل مع قوى مشابهة، في المشروع الذي لم يتم صنعه بعد حياة سوبرمان، ولكن سميث رفضه لمخاوف عنصرية.
- جيسن بيتمان بدور راي إيمبري، مستشار لمؤسسة العلاقات العامة الذي أنقذ حياة هانكوك. وقال بيتمان، «شخصيتي ترى الحياة من خلال نظارات وردية لذلك فهو لا يفهم كيف يمكن للناس أن لا يروا هذا الجانب الإيجابي من هانكوك. أحب أن أكون كل رجل. أحب أن أكون دليل الجولة، الشخص الذي يقيد مهما من سخافة قد يكون عليها في الفيلم والمساعدات تجعل هذا ملموس للجمهور.»[10]
- تشارليز ثيرون بدور ماري إيمبري، زوجة راي. عندما قامت بتقبيل هانكوك، تبين أن لديها أيضا قوى خارقة. ثيرون وصفت ماري، «انها تقوم بهذه القرارات الواعية لتعيش في ضواحي المدن لتكون هذه الإم المحبة لكرة القدم لإبن زوجها وتكون الزوجة المثالية—و تعيش في هذه الفقاعة. ولكن عندما يفعل الناس ذلك فهذا يعني عادة أنهم يخفون بعض الخصائص داخل أنفسهم التي تخيفهم. وهذه هي قضية ماري. فهي تعرف من هي وما هي قادرة عليه.»[11]
- إيدي مارسان بدور كينيث «ريد» باركر، ج ر. سارق البنك الذي حبسه هانكوك. في وقت لاحق يقوم بتكوين فريق مع اثنين من السجناء الآخرين لينتقم، يصبح بذلك الخصم الرئيسي في الفيلم. بعد أن صور سابقاً هابي-جو-لاكي صاحب الميزانية المنخفضة، وجد مارسان التحول إلى هانكوك صاحب الميزانية الضخمة أنها بمثابة صدمة. وقال مارسان، «لقد ذهبت من كوني داخل السيارة مع سالي هوكينز في هابي-جو-لاكي لتفجير مصرف في وسط مدينة لوس انجليس.»[12]

منتجي الفيلم أكيفا جولدسمان ومايكل مان ظهرا كتنفيذيين يستمعان إلى محاضرة راي.

## الإنتاج

### التصوير

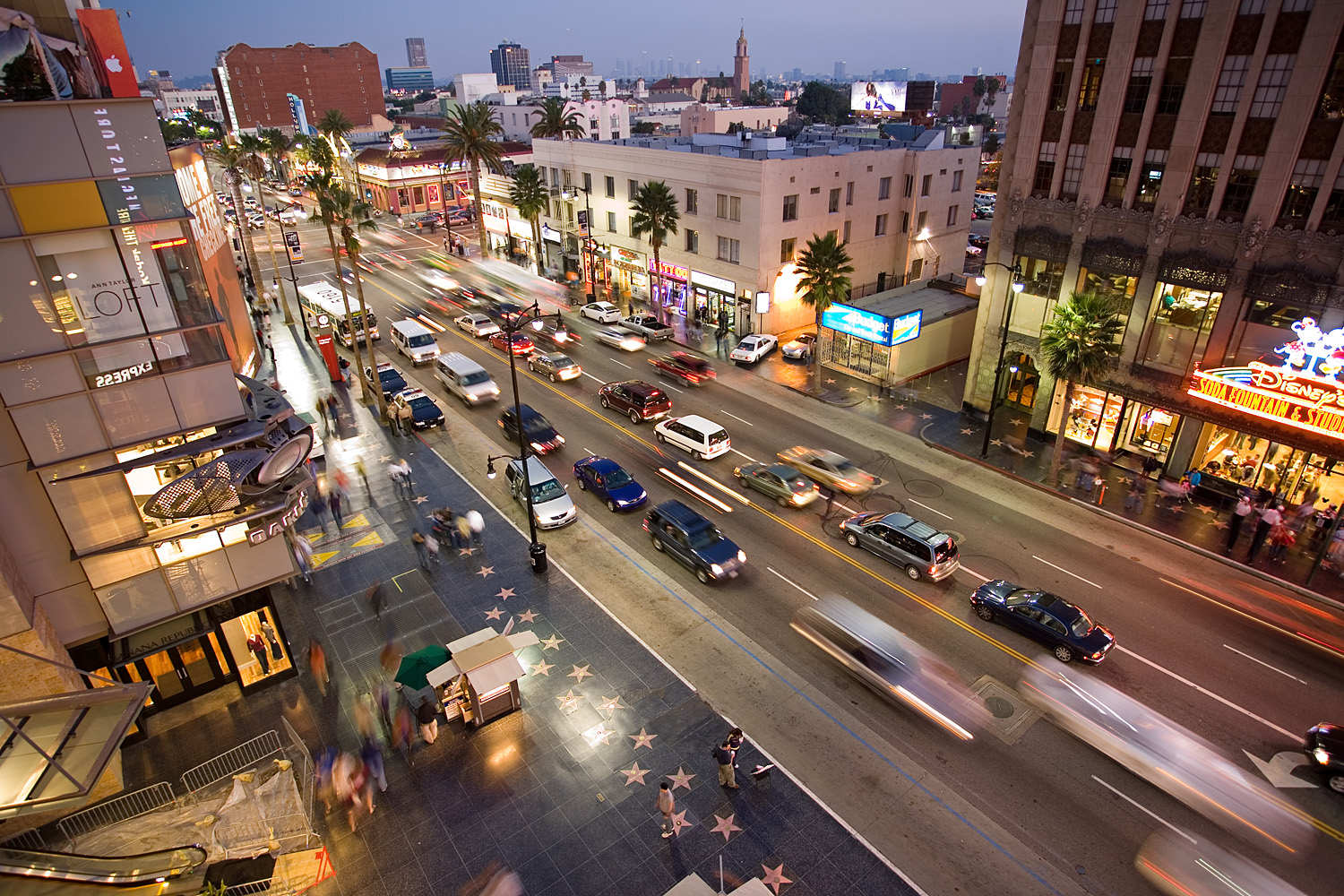
هوليوود بوليفارد كان واحداً من مواقع الفيلم العملية.

في أكتوبر 2006، تم تكليف بيتر بيرغ ليُخرِج هذه الليلة، هو سيأتي مع إنتاج مقرر البدء فيه خلال مايو 2007 في لوس انجليس، وإعداد القصة. وكان بيرغ في منتصف تصوير المملكة عندما سمع عن الفيلم، ودعا مايكل مان، الذي كان قد أصبح واحد من منتجينه. قارن المخرج الجديد نغمة النص الأصلي بمغادرة لاس فيغاس (1995)، ووصفها بانها «شخصية قاسية تدرس هذا البطل الخارق المدمن الانتحاري». وأوضح المخرج إعادة الكتابة، «كنا نظن ان الفكرة كانت رائعة، لكن لم نرغب لتخفيفها. كلنا فعلنا.» قبل بدأ التصوير، تم تغير عنوان هذه الليلة، هو سيأتي إلى جون هانكوك، وفي نهاية المطاف تم تقصيره إلى هانكوك.
وبدأ تصوير هانكوك في 3 يوليو، 2007 في لوس انجليس، ومع جود ميزانية إنتاج قدرها 150$ مليون. وقد تم تصميم أماكن مثل هوليوود بوليفارد لتبدو متضررة، مع وجود حطام، انقلاب سيارات، وحرائق. شخصية سميث هي أيضا مدمنة على الكحول، ولذا للمشاهد في متاجر بيع الخمور، دائرة الفنون صممت علامات وهمية مثل باب سيمير فودكا للزجاجات بسبب «ماركة الحقيبة-البنية» مثل طائر الرعد، وقطار الليل رفضوا تقديم أسمائهم. وتم تصوير اللقطات الإعادية في تايمز سكوير في مايو 2008، في وقت متأخر مما أدى إلى إلغاء العرض العالمي الأول الأصلي للفيلم في أستراليا في 10 يونيو، 2008.

## الاستقبال

### الجوائز
| الجوائز والترشيحات                                    | الجوائز والترشيحات     | الجوائز والترشيحات               | الجوائز والترشيحات        | الجوائز والترشيحات |
| الحفل                                                 | الجائزة                | الفئة                            | الاسم                     | النتيجة            |
| ----------------------------------------------------- | ---------------------- | -------------------------------- | ------------------------- | ------------------ |
| أكاديمية أفلام الخيال العلمي، الخيال والرعب           | جائزة زحل              | أفضل ممثل                        | ويل سميث                  | رُشِّح                |
| أكاديمية أفلام الخيال العلمي، الخيال والرعب           | جائزة زحل              | أفضل فيلم خيال                   | هانكوك                    | رُشِّح                |
| أكاديمية أفلام الخيال العلمي، الخيال والرعب           | جائزة زحل              | أفضل ممثلة مساعدة                | تشارليز ثيرون             | رُشِّح                |
| جوائز بي إي تي                                        | جوائز بي إي تي         | أفضل ممثل                        | ويل سميث (أيضا ل 7 أرطال) | رُشِّح                |
| الأكاديمية الوطنية للفنون والعلوم السينمائية من روسيا | النسر الذهبي           | أفضل فيلم أجنبي                  | بيتر بيرغ                 | رُشِّح                |
| جوائز الترويج الذهبي                                  | الترويج الذهبي         | صيف 2008 بلوكباستر               | هانكوك                    | رُشِّح                |
| جائزة اختيار الأطفال نكلوديون                         | جائزة بليمب            | ممثل الأفلام المفضل              | ويل سميث                  | فوز                |
| جوائز الفيلم الوطني                                   | جائزة الفيلم الوطني    | أفضل أداء - ذكر                  | ويل سميث                  | رُشِّح                |
| جوائز الفيلم الوطني                                   | جائزة الفيلم الوطني    | أفضل بطل خارق                    | هانكوك                    | رُشِّح                |
| جوائز اختيار الناس                                    | جائزة اختيار الناس     | البطل الخارق المفضل              | ويل سميث بدور جون هانكوك  | رُشِّح                |
| جوائز اختيار المراهقين                                | جائزة اختيار المراهقين | اختيار الصيف: فيلم - مغامرة أكشن | هانكوك                    | فوز                |

## التكملة
قال المخرج بيتر بيرغ قبل إطلاق هانكوك أنه إذا الفيلم شد في مجال الأعمال التجارية بقدر كما هو متوقع، التكملة، هانكوك 2، من المحتمل أن يتبعه. بعد صدور الفيلم على قرص دي في دي وبلو راي، الممثل ويل سميث قال أن هناك مناقشات جارية حول جزء ثان محتمل، «إن الأفكار ليست [...] متطورة، ولكننا نعمل على بناء عالماً بأكمله؛ أعتقد أن الناس سيكونون مندهشين للغاية على العالم الجديد لهانكوك.» في أغسطس 2009، وظفت كولومبيا بيكتشرز كتاب سيناريو آدم فييرو وغلين مازارا لكتابة التكملة، والاستوديو يخطط لإعادة فريق الإنتاج من الفيلم الأصلي. أكدت تشارليز ثيرون أنها سوف تعود لتجسيد دورها، وقال بيرغ نتوقع أن يكون هناك ممثل ثالث ليكون شخصية أخرى مرسلة مع قوى مثل شخصيات سميث وثيرون.

## وصلات خارجية
- الموقع الرسمي
- هانكوك على موقع IMDb (الإنجليزية)
- هانكوك على موقع ميتاكريتيك (الإنجليزية)
- هانكوك على موقع الموسوعة البريطانية (الإنجليزية)
- هانكوك على موقع روتن توميتوز (الإنجليزية)
- هانكوك على موقع نتفليكس (الإنجليزية)
- هانكوك على موقع قاعدة بيانات الأفلام العربية
- هانكوك على موقع ألو سيني (الفرنسية)
- هانكوك على موقع Turner Classic Movies (الإنجليزية)
- هانكوك على موقع أول موفي (الإنجليزية)
- هانكوك على موقع بوكس أوفيس موجو (الإنجليزية)